# Polder Buitenhuizen
Polder Buitenhuizen is een kleine polder in Noord-Holland.
Vóór de aanleg van het Noordzeekanaal lag deze polder ten noorden van het IJ en viel onder Assendelft. Voor de kanaalaanleg is het omliggende deel van het IJ ingepolderd, terwijl de polder Buitenhuizen in het noorden doorgraven werd, zodat het grootste deel van de polder nu ten zuiden van het nieuwe kanaal lag. Door verbreding van het Noordzeekanaal is van het noordelijke deel van de polder alleen een klein oevergebied langs het kanaal over, dat wel nog steeds de naam Buitenhuizen draagt. Het eerste stuk van de Dorpstraat van Assendelft valt ook onder de buurtschap Buitenhuizen.
Het zuidelijke deel van de polder is opgenomen in het Recreatiegebied Spaarnwoude en valt onder de gemeente Velsen. Ten oosten van de polder loopt Zijkanaal C.
Vanaf de Houtrakpolder, net ten oosten van de polder Buitenhuizen, vaart de Pont Buitenhuizen, een veerpont naar de overkant van het Noordzeekanaal, naar een punt tussen buurtschap Buitenhuizen (ook wel zuideinde van Assendelft genoemd) en Nauerna.